# Donald Tusk
Donald Franciszek Tusk (['dɔnalt fran'ʨiʃɛk 'tusk]), född 22 april 1957 i Gdańsk, är en polsk politiker. Han är Polens premiärminister sedan december 2023 och var det även tidigare 2007–2014 och var Europeiska rådets ordförande 2014–2019. Han var partiledare för det liberalkonservativa, kristdemokratiska och pro-europeiska partiet Medborgarplattformen 2003–2014 och är det återigen sedan 2021.

## Karriär

### Bakgrund
Donald Tusk har polskt, kasjubiskt och tyskt ursprung. Han tog universitetsexamen i hemstaden Gdańsk och har en masterexamen (M.A.) i historia. Redan under studenttiden var han politiskt aktiv och aktivist för Solidaritet.
Efter Polens övergång till demokrati grundade Tusk Liberal-demokratiska kongressen, som i valet 1991 fick 7,5 % av rösterna. Efter att partiet i nästa val 1993 ramlat ur parlamentet slogs det ihop med ett annat parti till Frihetsunionen, där Tusk blev vice ordförande.
Efter att Tusk misslyckats att bli vald till partiordförande lämnade han 2001 Frihetsunionen. Han grundade därpå, tillsammans med Maciej Płażyński och Andrzej Olechowski, det nya liberalkonservativa partiet Medborgarplattformen, som i valet samma år blev näst största parti. Under de kommande åren stärkte Tusk sin makt inom partiet, och 2003 blev han partiledare och därmed oppositionsledare. 
Vid 2007 års parlamentsval framstod Medborgarplattformen som en fräsch politisk kraft, i opposition till det regerande social-konservativa partiet Lag och rättvisa lett av president Lech Kaczyński och hans bror, premiärministern Jarosław Kaczyński. Medborgarplattformen fick 41,5 % av rösterna och blev med bred marginal största parti.

### Premiärminister och andra poster
Tusk utpekades av presidenten som blivande premiärminister den 9 november 2007 och tillträdde den 16 november, som ledare för en koalitionsregering mellan Medborgarplattformen och det agrara Polska folkpartiet. I parlamentsvalet 2011 vann Tusks parti återigen en pluralitet av rösterna, vilket resulterade i att han blev den första regeringschefen i Polen sedan kommunismens fall att bli återvald. Han är också den längst sittande premiärministern i Polens tredje republik.
Med undantag för en period på fyra år tjänstgjorde Tusk i den tredje republikens parlament oavbrutet från dess första val 1991 till 2014. Han var vice talman i senaten från 1997 till 2001 och vice talman i sejmen från 2001 till 2005.

### Europeiska rådets ordförande
Den 30 augusti 2014 utsågs Donald Tusk till Europeiska rådets ordförande med start från och med den 1 december 2014. Som en följd av utnämningen avgick han som Polens premiärminister den 22 september 2014 och efterträddes på denna post, liksom posten som ordförande för Medborgarplattformen, av Ewa Kopacz.
Tusk ansågs som en förespråkare för att EU ska vidta starka åtgärder emot Rysslands inblandning i Ukraina. Ett problem för Tusk inom EU-arbetet var hans språkkunskaper, eftersom han vid tillträdet inte alls talade franska och bara enklare engelska (EU:s två huvudsakliga arbetsspråk). Dock talar han flytande tyska.